# Macromia icterica
Macromia icterica är en trollsländeart som beskrevs av Maurits Anne Lieftinck 1929. Macromia icterica ingår i släktet Macromia och familjen skimmertrollsländor. IUCN kategoriserar arten globalt som otillräckligt studerad. Inga underarter finns listade i Catalogue of Life.